# Yves Ker Ambrun
 (octobre 2018).
Si vous disposez d'ouvrages ou d'articles de référence ou si vous connaissez des sites web de qualité traitant du thème abordé ici, merci de compléter l'article en donnant les références utiles à sa vérifiabilité et en les liant à la section « Notes et références ».
Yves Ker Ambrun est un auteur de bande dessinée français né le 4 octobre 1954 et mort le 6 décembre 2017. Il a aussi beaucoup travaillé dans le dessin animé.

## Biographie
Yves Ker Ambrun a principalement travaillé dans l'animation et la publicité, faisant la majorité de sa carrière en Allemagne. Il a aussi signé ses travaux YKA.
Sa première bande dessinée, Le Mulot et La Souris, a été publiée en France en 1967. Il collabore au périodique jeunesse Toboggan où figurent ses créations, comme Gaspard le lézard et Basile le Chien. Son premier best-seller Gaspard le Lézard est sorti en 1980. Après ces séries de BD en France et quelques publications à l'étranger, il s'est davantage consacré au travail d'animation, notamment en Californie. Schnecksnyder, it can't be possible est sorti aux États-Unis en 2010, et en allemand Schnecksnyder, es darf nicht wahr sein (Skydog Collections 2011). La série science-fiction politique Méchaniko a débuté en 2011.

## Œuvres
- Mesa Boum, avec Yves Laumonier[1]
- Gaspard le lézard, éd. Milan, Un Livre de Toboggan magazine, 1982  (ISBN 9782867260018)
- Gaspard le lézard est bien le plus malin, éd. Toboggan, coll. B.D. Poucet, 1984  (ISBN 2-86726-018-3) (BNF 34782089)
- Basile le Chien[1]